# Elecciones federales de Malasia de 1969
Las terceras elecciones federales de Malasia, cuartas desde el establecimiento del Consejo Legislativo Federal, y segundas desde la unificación del país, tuvieron lugar el 10 de mayo, aunque la votación se extendió al 6 de junio y 4 de julio de 1970 en las regiones de Sabah y Sarawak. Esta elección marcó las primeras elecciones parlamentarias celebradas en Sabah y Sarawak después de la formación de Malasia en 1963. También fueron las primeras desde la salida de Singapur de la Federación. Se renovaron los 144 escaños del Dewan Rakyat, con mandato máximo hasta 1974.
Los resultados de las elecciones redefinieron completamente el panorama político del país durante las siguientes cuatro décadas. Al realizarse la elección en Malasia Peninsular, la coalición gobernante, denominada Alianza (en malayo: Perikatan), liderada por el primer ministro Tunku Abdul Rahman, experimentó una fuerte caída de votos, recibiendo el 44.34% de los sufragios válidos (contando los que posteriormente se emitirían en Malasia Oriental) y una exigua mayoría absoluta de 77 escaños, superando por muy poco el umbral requerido para conservar el gobierno y perdiendo la mayoría de dos tercios en el Dewan Rakyat, requerida para realizar enmiendas a la Constitución Federal, situación que no se repetiría hasta 2008. Diferentes partidos de la oposición, como el islamista Partido Islámico Panmalayo (PAS); el socialista recientemente fundado Partido de Acción Democrática (DAP); y el Partido del Movimiento Popular Malasio (Gerakan), fueron los más beneficiados, convirtiéndose en las principales fuerzas opositoras con 12, 13, y 8 escaños respectivamente. De no ser por la gran cantidad de escaños ganados sin oposición el día de la nominación en el estado de Sabah (donde se disputaron solo 7 de los 16 escaños), y por la división de la oposición en varios partidos, la Alianza hubiera perdido la mayoría. La participación fue alta, rondando un 73.60%.
En el plano estatal, las elecciones se realizaron en todo el país menos en Sabah, que realizó sus comicios en 1967. La Alianza conservó Perlis, Kedah, Terengganu, Perak, Pahang, Selangor, Negeri Sembilan, Malaca, Johor, y Sarawak, pero no logró arrebatar Kelantan de manos del PAS y perdió Penang ante el Gerakan. En algunos estados, como Perak y Selangor, perdió la mayoría absoluta y debió recurrir a pactos y coaliciones para conservar el poder.
Tres días después de los comicios en la península, mientras se programaban las elecciones en Malasia Oriental, una serie de disturbios raciales sacudieron al país el 13 de mayo, lo que provocó que se declarara el estado de emergencia. Esta situación duraría hasta 1971, con un gobierno interino rigiendo el país, manteniéndose suspendidas las funciones del parlamento y pospuestas las elecciones. Comicios parciales para finalizar la conformación del Dewan Rakyat se realizaron en Sabah, Sarawak y Malaca en julio de 1970. En septiembre de ese mismo año, Tunku dimitió como primer ministro y fue reemplazado por Abdul Razak Hussein, quien inició la transición para disolver la Alianza y reemplazarla por una coalición mucho más amplia, el Barisan Nasional (Frente Nacional).
Hasta la actualidad, el resultado obtenido por la Alianza en 1969, con 77 de los 144 escaños, un 53.47% de las bancas, ostenta el récord de ser la mayoría absoluta más exigua de la historia electoral de Malasia.

## Antecedentes
Estas fueron las primeras elecciones luego de que la Federación de Malasia se conformara completamente como el estado que es hoy. Tras la independencia de la Federación Malaya, en 1957, el primer ministro Tunku Abdul Rahman condujo a su coalición, la Alianza, a un triunfo abrumador en las elecciones de 1959. En 1961, Abdul Rahman propuso la creación de una federación que incluyera a su propio país, a Singapur, Brunéi, Sabah y Sarawak. A lo largo de los siguientes dos años, estos estados (exceptuando Brunéi, que rechazó hacerlo), se unieron a la federación y el estado malayo quedó formado completamente. Sin embargo, aunque en las elecciones federales de 1964, primeras con el país unificado, la Alianza obtuvo un considerable triunfo, el aumento de la población china por la inclusión de Singapur se hizo notar con un muy buen resultado para su Partido de Acción Popular. Esto llevó una enemistad entre la UMNO y el PAP que condujo a la expulsión de Singapur de la Federación en 1965, por petición de Rahman, y la creación de la actual República de Singapur bajo el liderazgo del PAP. La UMNO continuaría gobernando el país hasta 2018, y el PAP sigue gobernando Singapur actualmente.
Con la desaparición de los escaños de Singapur en el parlamento, se dejó a Sabah y Sarawak, los otros dos estados separados del resto del país, con el control de menos de un tercio de la legislatura y, por lo tanto, indefensos ante la mayoría de dos tercios que poseía el resto del país. De este modo, no pudieron impedir la aprobación de leyes que limitaban los derechos especiales que tenían los nuevos estados. Estas leyes, sumado al aumento de la oposición interna entre la población china a la Alianza, llevaría a que las tensiones raciales aumentaran en el período previo a estas elecciones. A pesar de los intentos de la Alianza para mantener el control de los votantes chinos, el 11 de octubre de 1965 los antiguos partidarios del PAP en Malasia fundaban el Partido de Acción Democrática, bajo el liderazgo de Lim Kit Siang y Goh Hock Guan. El DAP se inscribió formalmente como un partido socialista democrático el 18 de agosto de 1966, y empezó a publicar su propio periódico, The Rocket.

## Sistema electoral
Todo ciudadano que haya alcanzado la edad de veintiún años y que esté en la "fecha de calificación" (fecha por referencia a la cual se preparan o revisan las listas electorales) residente en un distrito electoral o, si no es así, se clasifica como "votante ausente" (uno que está registrado como un votante ausente con respecto a ese distrito electoral) tiene derecho a votar en ese distrito electoral en cualquier elección del Dewan Rakyat. Una persona está descalificada para ser elector si en la fecha de calificación está detenido como una persona con problemas de juicio, está en quiebra sin cargos, está cumpliendo una condena de prisión, o sigue siendo responsable, en virtud de una condena en cualquier parte de la Mancomunidad de Naciones, a una sentencia de muerte o encarcelamiento por un término superior a doce meses.
Los registros electorales se elaboran a nivel de distrito electoral y se revisan anualmente. El voto no es obligatorio. El voto postal está permitido para los votantes ausentes, los miembros de la fuerza policial, los responsables de ciertos deberes en la jornada electoral y los miembros de la Comisión Electoral misma. Todo ciudadano residente en la Federación está calificado para ser miembro del Dewan Rakyat si no tiene menos de 21 años y del Dewan Negara si tiene al menos treinta años.
Una persona está inhabilitada para ser miembro de cualquiera de las dos Cámaras del Parlamento si debe lealtad a cualquier país que no pertenezca a la Federación, haya sido declarado mentalmente insano, haya quedado en quiebra sin cargos, o haya sido condenado y sentenciado a una pena de no menos de un año o una multa de no menos de $2,000. Personas que tienen un "oficio público pago" (un trabajo de tiempo completo en cualquiera de los servicios públicos, como el cargo de cualquier juez del Tribunal Federal o de un Tribunal Superior, de procurador general o de un miembro de la Comisión Electoral), por su parte, no pueden ser simultáneamente miembros del Parlamento.
Cada candidato al Parlamento, que no necesita necesariamente ser miembro de un partido político: debe contar con el apoyo de seis electores registrados de su circunscripción. Un candidato al Dewan Rakyat debe hacer un depósito monetario de 1,000 Ringgit, que se reembolsan si el candidato recibe más de un octavo de los votos de la circunscripción disputada. Un candidato al Parlamento debe presentar una devolución de los gastos de campaña dentro del tiempo y el modo requeridos por la ley. Los gastos máximos permitidos son de 20,000 Ringgit.
Los diputados son elegidos en 144 distritos electorales de un solo miembro por mayoría simple de votos para un mandato de cinco años. Las elecciones parciales se llevan a cabo, o se realizan nombramientos, dentro de los 60 días (90 días en los estados de Sabah y Sarawak) para llenar los escaños parlamentarios que quedaran vacantes en las elecciones federales. Los escaños de los diputados que quedan vacantes dentro de los seis meses posteriores a la disolución programada del Parlamento no se cubren.

## Campaña
La campaña, que duró seis semanas, fue vigorosa y bastante polarizada. El Partido de Acción Democrática se declaró como un partido "irrevocablemente comprometido con el ideal de una Malasia libre, democrática y socialista, basada en los principios de la igualdad racial y religiosa, justa social y económicamente, y fundada bajo la institución de la democracia parlamentaria", e hizo una campaña muy similar a la del PAP en 1964, basándose en el concepto de la "Malasia Malasia", recordando una frase dicha por Lee Kuan Yew en el parlamento: "Malasia, ¿a quién pertenece? A los malasios. ¿Pero quiénes son los malayos? Espero ser, señor presidente, yo. Pero a veces, sentado en esta cámara, dudo si se me permite ser malasio". Se declaró firmemente en contra de los privilegios a los burmiputra (indígenas) consagrados en el Artículo 153 de la constitución. El Partido del Movimiento Popular Malasio (Gerakan) realizó una campaña simplar, criticando dicho artículo.
Bajo el liderazgo de Burhanuddin al-Helmy, el Partido Islámico Panmalayo experimentaba una importante crisis. El partido se declaraba panislamista e insistía en la unión de todos los países musulmanes, como al vecina Indonesia. Tras el enfrentamiento entre Indonesia y Malasia entre 1962 y 1966 (Konfrontasi), el PAS perdió mucha popularidad luego de que Burhanuddin fuese arrestado, acusado de colaborar con Indonesia, y la Alianza lo acusara de buscar la anexión al país vecino. Sin embargo, con el Konfrontasi finalizado y la Alianza perdiendo apoyos, el PAS pudo recuperar gran parte de su fuerza electoral para estos comicios. Sin embargo, Burhanuddin estaba enfermo y moriría meses más tarde, por lo que no pudo hacer una campaña muy activa.
La mayor parte de la campaña se polarizó entre los que eran malayos y "no malayos", sin que se basase demasiado en temas sociales o económicos. La crisis oficialista, considerada muy repentina, se debió en gran medida al hecho de que, conscientes de que se enfrentaban a una oposición dividida y habiendo ganado todas las elecciones desde la creación del primer estado malayo, la Alianza no realizó una campaña demasiado atractiva y no se preocupó por construir una imagen favorable, considerando que ganaría de todas formas. Incluso los partidos de la oposición, aparte del DAP, que cargaban con sus anteriores derrotas electorales, se presentaron pesimistas a las elecciones, aunque esto no les impidió realizar una fuerte campaña.

## Resultado inicial
El oeste de Malasia acudió a las urnas el 10 de mayo, mientras que Sabah tenía previsto votar el 25 de mayo y Sarawak el 7 de junio, por lo que solo se diputaron 104 escaños. La Alianza ganó 10 escaños en Sabah el día de la nominación sin oposición en algunos distritos electorales, por lo que después de las elecciones en el oeste de Malasia se les aseguró una clara mayoría de 76 de un total de 144 escaños parlamentarios. La Organización Nacional Unida de Sabah, de Tun Mustapha Datu Harun (USNO) ganó 10 de los 16 escaños sin oposición para la Alianza.
La ganancia de los partidos de la oposición a nivel estatal fue más impactante para el Partido de la Alianza, que no solo siguió perdiendo contra el PAS en Kelantan, sino también contra el Gerakan en Penang. Ningún partido obtuvo mayoría absoluta en otros estados aparte de esos dos. La Alianza tenía solo 14 de 24 escaños en Selangor, y 19 de 40 en Perak. La disminución del apoyo malayo fue mucho mayor que la de los no malayos. El porcentaje de votos de los partidos de la oposición malaya en la península aumentó drásticamente de aproximadamente 15% en 1964 a 25% en 1969, mientras que el apoyo a los partidos de oposición no malayos se mantuvo aproximadamente igual en un 26% en ambas elecciones. Sin embargo, gracias al sistema electoral, los escaños de PAS aumentaron de nueve a 12 escaños mientras que el principal partido de oposición no malaya, DAP, pasó de 12 a 25.
|  | 32.91 % |

|  | 35.42 % |

|  | 14.48 % |

|  | 9.03 % |

|  | 1.24 % |

|  | 1.39 % |

|  | 48.63 % |

|  | 45.84 % |

|  | 23.84 % |

|  | 8.33 % |

|  | 13.79 % |

|  | 9.03 % |

|  | 8.61 % |

|  | 5.56 % |

|  | 3.88 % |

|  | 2.78 % |

|  | 1.24 % |

|  | 0.00 % |

|  | 0.01 % |

|  | 0.00 % |

## Intermedio

### Disturbios del 13 de mayo

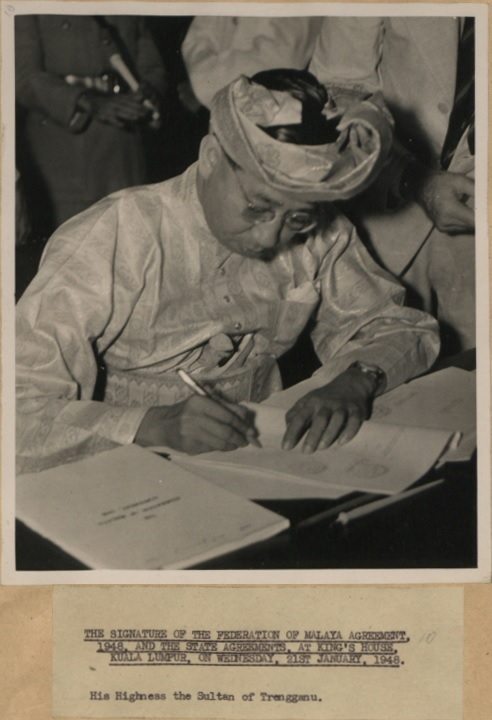
El Yang di-Pertuan Agong, Ismail Nasiruddin, debió declarar el estado de emergencia tras las elecciones.

Al conocerse los resultados, el DAP y el Gerakan celebraron sus buenos resultados, y organizaron mítines en Kuala Lumpur el 11 y 12 de mayo para festejar el resurgimiento opositor. Sin embargo, las manifestaciones adquirieron tintes violentos cuando los partidarios mayoritariamente chinos de ambos partidos empezaron a gritar consignas racistas contra los transeúntes malayos étnicos que pasaban. Las manifestaciones opositoras fueron vistas como "provocativas". Aunque los resultados electorales aún favorecieron a los malayos a pesar de las pérdidas, el periódico malayo Utusan Melayu sugirió en un editorial que los resultados habían puesto en peligro el futuro del gobierno malayo y que se requería una acción rápida para apuntalarlo. El 12 de mayo, la juventud de la UMNO solicitó el permiso del gobernador para realizar un desfile celebrando la victoria en las elecciones. El partido anunció una procesión, que el primer ministro Tunku Abdul Rahman definió como "inevitable, ya que de lo contrario los miembros del partido se desmoralizarían después de la demostración de fuerza por parte de la oposición y los insultos que se les habían arrojado". Muchos malayos asistieron desde zonas rurales a Kuala Lumpur, algunos de ellos incluso armados.
Durante el desfile, se desató un enfrentamiento entre los malayos que celebraban y los transeúntes chinos que se burlaron de ellos. El desfile se convirtió en un lanzamiento de botellas y piedras entre ambas partes. Algunos malayos comenzaron a llegar armados y se desató un tiroteo. La violencia entre chinos y malayos recorrió la ciudad y se esparció en menos de 45 minutos, generando una respuesta armada de parte del gobierno para contener los enfrentamientos étnicos. Los informes oficiales actuales indican que el número de muertes debido a los disturbios fue de 196, aunque las fuentes diplomáticas occidentales en ese momento sugerían un número de víctimas cercano a los 600, con una mayoría de víctimas chinas. 439 personas también fueron registradas como heridas según cifras oficiales. Se registraron 753 casos de incendios intencionales y 211 vehículos fueron destruidos o severamente dañados.

### Estado de emergencia y gobierno interino
Ante los disturbios que continuaban, el entonces Yang di-Pertuan Agong (jefe de Estado), anunció la declaración del estado de emergencia nacional por petición del primer ministro. El 16 de mayo, el parlamento fue suspendido y lo sucedió el Majlis Gerakan Negara (MAGERAN) o Consejo Nacional de Operaciones, todavía dirigido por Tunku, que debería administrar el país hasta que la situación estuviese controlada. Utilizando la Ley de Seguridad Interna de la era de las emergencias (ISA), el nuevo gobierno suspendió el Parlamento y los partidos políticos, impuso censura a la prensa y puso severas restricciones a la actividad política. La ISA le dio al gobierno el poder de internar a cualquier persona indefinidamente sin juicio. Estos poderes fueron ampliamente utilizados para silenciar a los críticos del gobierno, y nunca han sido derogados. La Constitución fue modificada para hacer ilegal cualquier crítica, incluso en el Parlamento, de la monarquía de Malasia, la posición especial de los malayos en el país o el estatus del malayo como idioma oficial nacional.

## Resultado final

### Dewan Rakyat
El 4 de julio de 1970, con el país todavía bajo el estado de emergencia, se realizaron elecciones parciales para completar la elección del parlamento de 1969. De este modo, el cuerpo legislativo quedó constituido de la siguiente manera. Sin embargo, los poderes legislativos no serían restaurados hasta 1971.
|  | 28.53 % |

|  | 36.11 % |

|  | 12.55 % |

|  | 9.03 % |

|  | 1.74 % |

|  | 3.47 % |

|  | 1.08 % |

|  | 1.39 % |

|  | 0.44 % |

|  | 1.39 % |

|  | 44.34 % |

|  | 51.39 % |

|  | 20.67 % |

|  | 8.33 % |

|  | 11.95 % |

|  | 9.03 % |

|  | 7.46 % |

|  | 5.56 % |

|  | 3.37 % |

|  | 2.78 % |

|  | 2.97 % |

|  | 3.47 % |

|  | 2.69 % |

|  | 6.25 % |

|  | 1.33 % |

|  | 9.03 % |

|  | 1.28 % |

|  | 1.39 % |

|  | 1.08 % |

|  | 0.00 % |

|  | 1.03 % |

|  | 2.08 % |

|  | 0.08 % |

|  | 0.00 % |

|  | 1.74 % |

|  | 0.69 % |

### Resultado por estado
|  | 51.15 % |

|  | 80.24 % |

|  | 42.14 % |

|  | 6.71 % |

|  | 53.50 % |

|  | 75.58 % |

|  | 41.05 % |

|  | 5.46 % |

|  | 52.40 % |

|  | 74.56 % |

|  | 47.50 % |

|  | 0.10 % |

|  | 50.01 % |

|  | 75.05 % |

|  | 49.99 % |

|  | 44.55 % |

|  | 77.51 % |

|  | 36.86 % |

|  | 11.14 % |

|  | 7.03 % |

|  | 0.41 % |

|  | 43.16 % |

|  | 73.02 % |

|  | 18.78 % |

|  | 17.88 % |

|  | 16.12 % |

|  | 3.67 % |

|  | 0.39 % |

|  | 60.84 % |

|  | 70.98 % |

|  | 24.41 % |

|  | 14.75 % |

|  | 44.60 % |

|  | 65.77 % |

|  | 31.38 % |

|  | 17.46 % |

|  | 7.18 % |

|  | 46.36 % |

|  | 74.43 % |

|  | 35.50 % |

|  | 16.32 % |

|  | 1.82 % |

|  | 48.78 % |

|  | 74.67 % |

|  | 19.40 % |

|  | 17.55 % |

|  | 11.76 % |

|  | 2.51 % |

|  | 67.62 % |

|  | 72.58 % |

|  | 21.53 % |

|  | 4.18 % |

|  | 4.04 % |

|  | 2.64 % |

|  | 41.09 % |

|  | 72.46 % |

|  | 30.59 % |

|  | 28.32 % |

|  | 30.19 % |

|  | 79.65 % |

|  | 26.80 % |

|  | 21.73 % |

|  | 12.77 % |

|  | 8.51 % |

### Asambleas Legislativas Estatales
La Alianza obtuvo la victoria en Perlis, Kedah, Terengganu, Pahang, Selangor, Negeri Sembilan, Malaca y Johor. El PAS triunfó en Kelantan. En Penang triunfó el Gerakan. En Perak, la Alianza perdió la mayoría pero posteriormente formó un gobierno minoritario, ocurriendo lo mismo en Sarawak, donde se disputaron por primera vez elecciones directas sin que hubiera ganador claro. En Terengganu, el PAS recibió una pequeña cantidad de votos más que la Alianza, pero esta logró imponerse debido al gerrymandering.
| Estado     | Alianza   | Alianza | Alianza | Alianza     | PAS     | PAS    | PAS | PAS         | DAP     | DAP    | DAP | DAP         | Gerakan | Gerakan | Gerakan | Gerakan     | PPP     | PPP    | PPP | PPP         | SNAP   | SNAP   | SNAP | SNAP | SUPP   | SUPP   | SUPP | SUPP | Independientes y otros | Independientes y otros | Independientes y otros | Independientes y otros |
| Estado     | Votos     | %       | Es      | ±           | Votos   | %      | Es  | ±           | Votos   | %      | Es  | ±           | Votos   | %       | Es      | ±           | Votos   | %      | Es  | ±           | Votos  | %      | Es   | ±    | Votos  | %      | Es   | ±    | Votos                  | %                      | Es                     | ±                      |
| ---------- | --------- | ------- | ------- | ----------- | ------- | ------ | --- | ----------- | ------- | ------ | --- | ----------- | ------- | ------- | ------- | ----------- | ------- | ------ | --- | ----------- | ------ | ------ | ---- | ---- | ------ | ------ | ---- | ---- | ---------------------- | ---------------------- | ---------------------- | ---------------------- |
| Perlis     | 22.615    | 53.51%  | 11      | Sin cambios | 18.528  | 43.84% | 1   | Sin cambios |         |        |     |             |         |         |         |             |         |        |     |             |        |        |      |      |        |        |      |      | 1.119                  | 2.65%                  | 0                      | Sin cambios            |
| Kedah      | 145.814   | 53.13%  | 14      | 10          | 113.292 | 41.28% | 8   | 8           |         |        |     |             |         |         |         |             | 15.359  | 5.59%  | 2   | 2           |        |        |      |      |        |        |      |      |                        |                        |                        |                        |
| Kelantan   | 112.017   | 47.48%  | 11      | 2           | 123.231 | 52.23% | 19  | 2           |         |        |     |             |         |         |         |             |         |        |     |             |        |        |      |      |        |        |      |      | 693                    | 0.29%                  | 0                      | Sin cambios            |
| Terengganu | 61.495    | 49.29%  | 13      | 8           | 61.619  | 49.39% | 11  | 8           |         |        |     |             |         |         |         |             |         |        |     |             |        |        |      |      |        |        |      |      | 1.636                  | 1.32%                  | 0                      | Sin cambios            |
| Penang     | 71.772    | 34.91%  | 4       | 14          | 12.888  | 6.27%  | 0   | Sin cambios | 17.336  | 8.43%  | 3   | 3           | 96.943  | 47.15%  | 16      | 4           | 743     | 0.36%  | 0   | Sin cambios |        |        |      |      |        |        |      |      | 5.927                  | 2.88%                  | 0                      | Sin cambios            |
| Perak      | 181.815   | 43.60%  | 19      | 16          | 76.971  | 18.47% | 1   | 1           | 39.590  | 9.49%  | 6   | 6           | 15.922  | 3.82%   | 2       | 2           | 102.307 | 24.53% | 12  | 7           |        |        |      |      |        |        |      |      | 384                    | 0.09                   | 0                      | Sin cambios            |
| Pahang     | 55.961    | 55.10%  | 20      | 4           | 17.097  | 16.83% | 0   | Sin cambios | 1.728   | 1.70%  | 0   | Sin cambios | 2.026   | 1.99%   | 1       | 1           |         |        |     |             |        |        |      |      |        |        |      |      | 24.745                 | 24.37%                 | 2                      | 2                      |
| Selangor   | 128.430   | 41.56%  | 14      | 10          | 29.703  | 9.61%  | 0   | Sin cambios | 96.016  | 31.07% | 9   | 9           | 50.993  | 16.50%  | 4       | 4           |         |        |     |             |        |        |      |      |        |        |      |      | 3.916                  | 1.26%                  | 0                      | Sin cambios            |
| Sembilan   | 50.975    | 46.21%  | 16      | 8           | 11.685  | 10.59% | 0   | Sin cambios | 40.185  | 36.43% | 8   | 8           |         |         |         |             |         |        |     |             |        |        |      |      |        |        |      |      | 7.470                  | 6.77%                  | 0                      | Sin cambios            |
| Malaca     | 49.780    | 48.06%  | 15      | 3           | 17.636  | 17.03% | 0   | Sin cambios | 13.165  | 12.71% | 4   | 4           | 4.591   | 4.43%   | 1       | 1           |         |        |     |             |        |        |      |      |        |        |      |      | 18.406                 | 17.77%                 | 0                      | 2                      |
| Johor      | 167.300   | 64.97%  | 30      | 2           | 16.645  | 6.46%  | 0   | Sin cambios | 45.076  | 17.50% | 1   | 1           | 4.872   | 1.89%   | 0       | Sin cambios |         |        |     |             |        |        |      |      |        |        |      |      | 23.623                 | 9.18%                  | 1                      | 1                      |
| Sarawak    | 63.668    | 25.43%  | 15      | 15          |         |        |     |             |         |        |     |             |         |         |         |             |         |        |     |             | 61.241 | 24.46% | 12   | 12   | 72.178 | 28.83% | 12   | 12   | 53.268                 | 21.27%                 | 9                      | 9                      |
| Total      | 1.111.642 | 45.71%  | 182     | 58          | 499.025 | 20.52% | 40  | 14          | 253.096 | 10.41% | 31  | 31          | 175.347 | 7.21%   | 26      | 22          | 118.409 | 4.87%  | 12  | 7           | 61.241 | 2.52%  | 12   | 12   | 72.178 | 2.97%  | 12   | 12   | 141.187                | 5.81%                  | 12                     | 10                     |

## Consecuencias
El 22 de septiembre de 1970, una vez completada la elección parcial del cuerpo legislativo de 1969, se realizó una sesión del Dewan Rakyat en la que Tunku Abdul Rahman, que se había visto completamente debilitado políticamente por la debacle electoral y los disturbios, dimitió como primer ministro, siendo elegido su sucesor el hasta entonces vice primer ministro Abdul Razak Hussein. El traspaso de poder de Tunku a Razak había sido progresivo, y desde el comienzo de los disturbios, con Razak encabezando el Consejo Nacional de Operaciones, Tunku había perdido realmente todo su margen de maniobra.
En 1973, la Alianza desapareció por completo y fue reemplazada por el Barisan Nasional (Frente Nacional), una coalición mucho más vasta que incluía a la UMNO, el MCA, el MIC, el PPP, el Gerakan, y varios partidos regionales de Sabah y Sarawak. Comenzaban de este modo más de cuatro décadas de dominación política del BN.